# 美国戏剧名人堂
美国戏剧名人堂（American Theater Hall of Fame）是美国纽约格什温剧院的一个组织，成立于1972年，第一批入选者名单于1972年10月公布。
入选者需要在美国戏剧界入行至少二十五年，并且在百老汇至少有五个主要作品。每年的评选均由戏剧名人堂和美国戏剧评论家协会投票进行。入选仪式在纽约市格什温剧院举行，剧院内也挂有入选者的铭牌。